# Alocoderus imitator
Alocoderus imitator är en skalbaggsart som beskrevs av Koshanschikov 1916. Alocoderus imitator ingår i släktet Alocoderus och familjen Aphodiidae. Inga underarter finns listade i Catalogue of Life.